# Jabal Iyal Yazid (huyện)
Huyện Jabal Iyal Yazid là một huyện thuộc tỉnh Amran, Yemen. Đến thời điểm năm 2003, huyện này có dân số 84393 người